# La musica illegale
La musica illegale è un singolo del cantautore italiano Cosmo, pubblicato il 21 maggio 2021 come primo estratto dall'album in studio La terza estate dell'amore.